# Crenulostrigus
Crenulostrigus is een geslacht van kevers uit de familie van de loopkevers (Carabidae). De wetenschappelijke naam van het geslacht is voor het eerst geldig gepubliceerd in 1942 door Straneo.

## Soorten
Het geslacht Crenulostrigus omvat de volgende soorten:
- Crenulostrigus palpalis (Straneo, 1942)
- Crenulostrigus profundus (Straneo, 1942)